# Eke Uzoma
Eke Uzoma (Lagos, 11 agosto 1989) è un calciatore nigeriano, difensore dell'Hilalspor Berlino.

## Carriera
Inizia a giocare a calcio in patria all'Eleme United, prima di trasferirsi in Germania con la famiglia prima all'Alemannia Mühlheim e poi al Friburgo dove nella stagione 2007-2008 vince il campionato giovanile, vincendo poi nella stagione successiva il campionato di seconda divisione, venendo così promosso insieme al resto della squadra in Bundesliga. Il 24 ottobre 2009 scendendo e facendo il suo esordio nella massima serie tedesca nel match contro il Magonza, diviene il 5.000 giocatore ad aver collezionato presenze nella Bundesliga. Nel gennaio 2010 viene presto al Monaco 1860 scendendo di categoria, passa di nuovo in prestito all'Arminia Bielefeld scendendo in campo 10 volte e ritornando al termine della stagione al Monaco 1860 restando fermo per un problema fisico per tutta la stagione 2011-12. A luglio 2012 approda in Ungheria firmando per il Pécs squadra militante nella massima serie magiara. Esordendo già alla prima giornata contro il Paks, segnando il suo primo gol l'annata seguente nella vittoria esterna contro il Kecskemét per 5-2, tornando così alla rete dopo sei anni. Il 20 gennaio 2014 torna in Germania per firmare un contratto con la  neopromossa nella serie cadetta Sandhausen, col club dell'omonima cittadina non viene mai preso in considerazione partendo titolare nell'unica presenza effettuata contro l'FSV Francoforte e venendo sostituito al 64' minuto da David Ulm. Nel luglio 2014 viene nuovamente acquistato dal Pécs tornando così dopo soli sei mesi, al termine della stagione dopo 21 presenze ed un gol dopo il fallimento del club per mancanza di fondi con la retrocessione in ufficio dalla massima serie e la conseguente ripartenza dalla terza divisione decide di firmare con lo Spartak Subotica giocando nella massima serie serba. Il 27 gennaio 2016 passa al Chemnitz in 3. Liga chiudendo la stagione con 10 presenze e zero gol. L'annata seguente scende ancora di categoria accettando la proposta dell'AK 07 Berlino militante in Oberliga la quarta serie del campionato tedesco giocando una stagione su alti livelli con 31 presenze. Il 26 luglio 2017 a distanza di due anni torna in Ungheria accasandosi al neopromosso nella massima serie Balmazújváros. Seppur giocando una buona stagione tutta da titolare non riesce ad evitare la retrocessione in NBII della squadra, giunta all'ultima giornata di campionato. Il 3 luglio 2018 viene acquistato dall'Honvéd rimanendo sempre in Ungheria. Esordisce nel turno preliminare di Europa League contro i macedoni del Rabotnicki fornendo l'assist a Gergő Nagy per il gol del momentaneo 1-1 e uscendo per cambio tattico al 72' minuto per far spazio a Toni Kukoč. Infortunatosi alla coscia nel mese di agosto torna ad essere a disposizione completamente nel mese di marzo, riuscendo a segnare la prima rete nel sentito derby cittadino contro i rivali del Ferencváros del 27 aprile, segnando la rete del momentaneo 1-0 nel match che terminerà poi 3-2 a favore della sua squadra. La stagione seguente torna a segnare nella fattispecie sempre in un derby stavolta contro l'Újpest segnando il momentaneo 1-1 nella partita che finirà poi 3-2 a favore dell'Honvéd. Al termine della stagione 2020-21, dopo 48 presenze e due gol, alla naturale scadenza del contratto rimane svincolato.

## Palmarès

### Club

#### Competizioni giovanili
- Under-19 Bundesliga: 1

Friburgo: 2007-2008

#### Competizioni nazionali
- Campionato tedesco di seconda divisione: 1

Friburgo: 2008-2009
- Coppa d'Ungheria: 1

Honvéd: 2019-2020